# Khadjou Kermani
Pour les articles homonymes, voir Kermani.

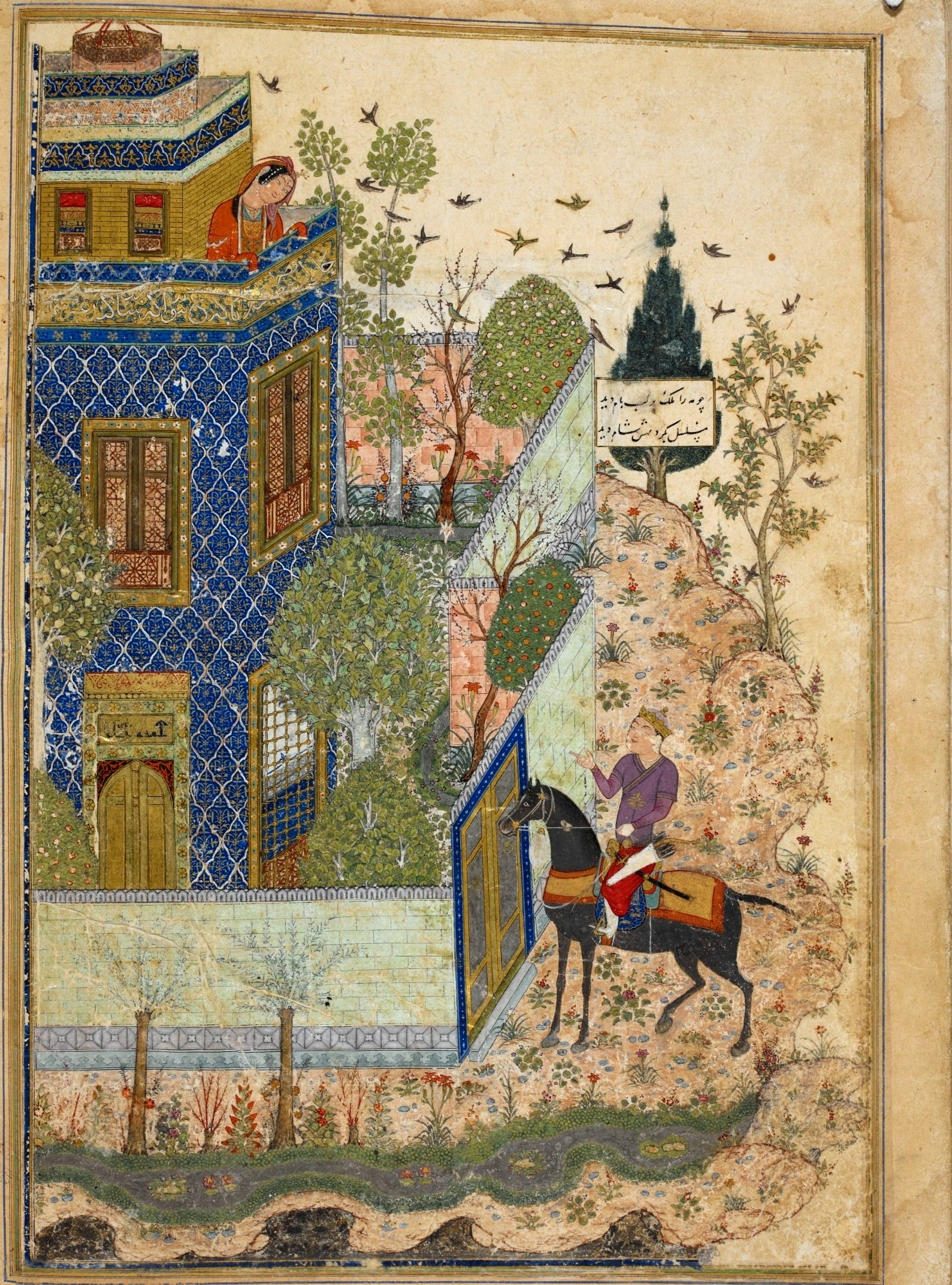
Khadjou Kermani, Trois poèmes, miniature de Djoneid, représentant Khomayoun observant Khomey devant le portail (1396, British Library)

Khadjou Kermani (en persan : خواجوی کرمانی / Xwâju-ye Kermâni), né en 1280 et mort en 1352, est un poète persan et un mystique soufi né à Kerman. Il est connu pour ses fameux ghazals.
Son tombeau à Chiraz est de nos jours une attraction touristique très populaire.

Son nom complet est Abu’l-ʿAṭā Kamāl-al-Din Maḥmud b. ʿAli b. Maḥmud Morshedi. Son surnom Khwaju est issu du mot persan Khwaja, ou Khodja ou encore Hodja, Khoja, Hoca, Xoja, Hoxha (du farsi « maître »), titre honorifique en usage dans les cultures islamiques. Il est souvent employé pour les imams et les muezzins.
Lorsqu'il était jeune, Khadjou Kermani s'est rendu en Égypte, en Syrie, à Jérusalem et en Irak. Il a également effectué le Hajj à la Mecque.
Il a composé à Bagdad l'une de ses œuvres les plus connues, Homāy et Homāyun, poème racontant les aventures du prince persan Homāy, amoureux de la princesse chinoise Homāyun. De retour sur les terres iraniennes en 1335, il s’efforce de trouver un poste de poète à la cour en dédiant des poèmes aux souverains de son temps, tels que les Ilkhanides.